# Eve Muirhead
Eve Muirhead (Perth, 22 de abril de 1990) é um jogadora de curling da Escócia, campeã mundial júnior em 2007, 2008 e 2009 e adulto no Mundial de Riga em 2013. É filha de Gordon Muirhead, também jogador de curling, que participou dos Jogos Olímpicos de Inverno de 1992 e conquistou duas medalhas de prata em campeonatos mundiais.

## Carreira
Muirhead apareceu internacionalmente na cena do curling durante o Campeonato Mundial Júnior em Eveleth, nos Estados Unidos, como terceira na equipe da capitã Sarah Reid que obteve a medalha de ouro.
No campeonato escocês feminino júnior de 2008, Muirhead foi a capitã da equipe que venceu todos os jogos e assegurou a classificação para o mundial júnior do mesmo ano. Novamente capitã do time escocês no Campeonato Mundial Júnior de Östersund, na Suécia, conquistou o bicampeonato com uma vitória por 12 a 3 sobre as donas da casa na final.
Muirhead retornou para a disputa do Campeonato Mundial Júnior de 2009 em Vancouver, jogando no Vancouver Olympic Centre, local que viria a sediar o curling nos Jogos Olímpicos de Inverno de 2010. Lá venceu na final a equipe canadense liderada por Kaitlyn Lawes por 8 a 6, conquistando seu terceiro campeonato mundial júnior consecutivo.
Em dezembro de 2009, Muirhead foi premiada com o BBC Scotland Young Sports Personality (personalidade esportiva jovem da Escócia) por suas realizações no curling.
Em 2010 foi selecionada como capitã da equipe feminina de curling da Grã-Bretanha para os Jogos Olímpicos de Inverno de 2010 em Vancouver, Canadá. Após vencer apenas três das nove partidas da fase de classificação, a equipe não conseguiu avançar para as semifinais.
Logo após as Olimpíadas, Muirhead competiu pela equipe escocesa no Campeonato Mundial em Swift Current, Canadá, onde ganhou a medalha de prata após perder para a Alemanha na final por 8 a 6, em partida decidida no end extra. A equipe terminou a fase de classificação em terceiro lugar com 8 vitórias e 3 derrotas, avançando para a final ao vencer a Suécia no playoff 3º contra 4º, e o Canadá nas semifinais. Suas companheiras de equipe foram a terceira Kelly Wood, a segunda Lorna Vevers, a primeira Anne Laird e a reserva Sarah Reid, mesma equipe sétima colocada nos Jogos Olímpicos de Vancouver.
Em Pequim 2022, foi novamente capitã da equipe feminina da Grã-Bretanha, com a qual conquistou o ouro, derrotando o Japão por 10–3 na final.